# Ariel Torrado Mosconi
Ariel Edgardo Torrado Mosconi (Veinticinco de Mayo, 18 de enero de 1961), también conocido como Ariel Torrado, es un teólogo y obispo argentino. Es el obispo de Nueve de Julio, desde diciembre de 2015, de la cual fue coadjutor entre mayo y diciembre del mismo año. Fue obispo auxiliar de Santiago del Estero, de 2008 a 2015.

## Biografía

### Primeros años
Ariel Edgardo nació el 18 de enero de 1961, en la ciudad argentina de 25 de Mayo, Buenos Aires.
Realizó su formación primaria en el Colegio Niño Jesús, de Saladillo; y la secundaria en un colegio alemán de Buenos Aires.
Estudió la carrera universitaria de Ingeniería agrónoma, pero descubrió su vocación religiosa y abandonó sus estudios para seguirla. En marzo de 1983, ingresó al Seminario Metropolitano de Buenos Aires, donde realizó los estudios eclesiásticos.
Cursó estudios en la Facultad de Teología de la Universidad Católica Argentina (UCA), donde obtuvo el bachillerato y el Profesorado en Teología en 1989. Por alcanzar el mayor promedio de la promoción recibió la Medalla de Oro de la Facultad. Luego, obtuvo la licenciatura en Teología moral.

### Sacerdocio
Su ordenación sacerdotal fue el 17 de noviembre de 1990, en el Estadio Luna Park, a manos del arzobispo Antonio Quarracino.
A partir de entonces ocupó diferentes cargos:
- Vicario parroquial de la Basílica Nuestra Señora del Socorro (1991-1992).
- Prefecto y vicerrector del Seminario Metropolitano de Buenos Aires (1992-1999).
- Decano del Decanato Nº 15 "Chacarita" (1999-2002).
- Párroco de San Bernardo, en el barrio Villa Crespo (1999-2005).

Durante este periodo, su labor pastoral estuvo centrada en la reconstrucción del templo parroquial, esto marcó parte de su carácter. Años más tarde, en las palabras pronunciadas por el cardenal Bergoglio durante su consagración episcopal: «...donde estuvo, construyó».
- Miembro del Consejo Presbiteral (1999-2008).
- Miembro del Colegio de Consultores, 24 de julio de 1999.
- Secretario Ejecutivo de la Vicaría Episcopal de Educación, 8 de mayo de 2002.
- Asesor Técnico del Instituto de Cultura y Extensión Universitaria de la UCA, 1 de enero de 2004.
- Párroco de San Isidro Labrador, en el barrio Saavedra y decano del Decanato de Saavedra-Núñez (2005-2009).
- Profesor de la Facultad de Teología de la UCA.

En la Conferencia Episcopal Argentina colaboró como perito en la Comisión de Liturgia, y luego como secretario ejecutivo. Fue director del SENALI (Secretariado Nacional de Liturgia).

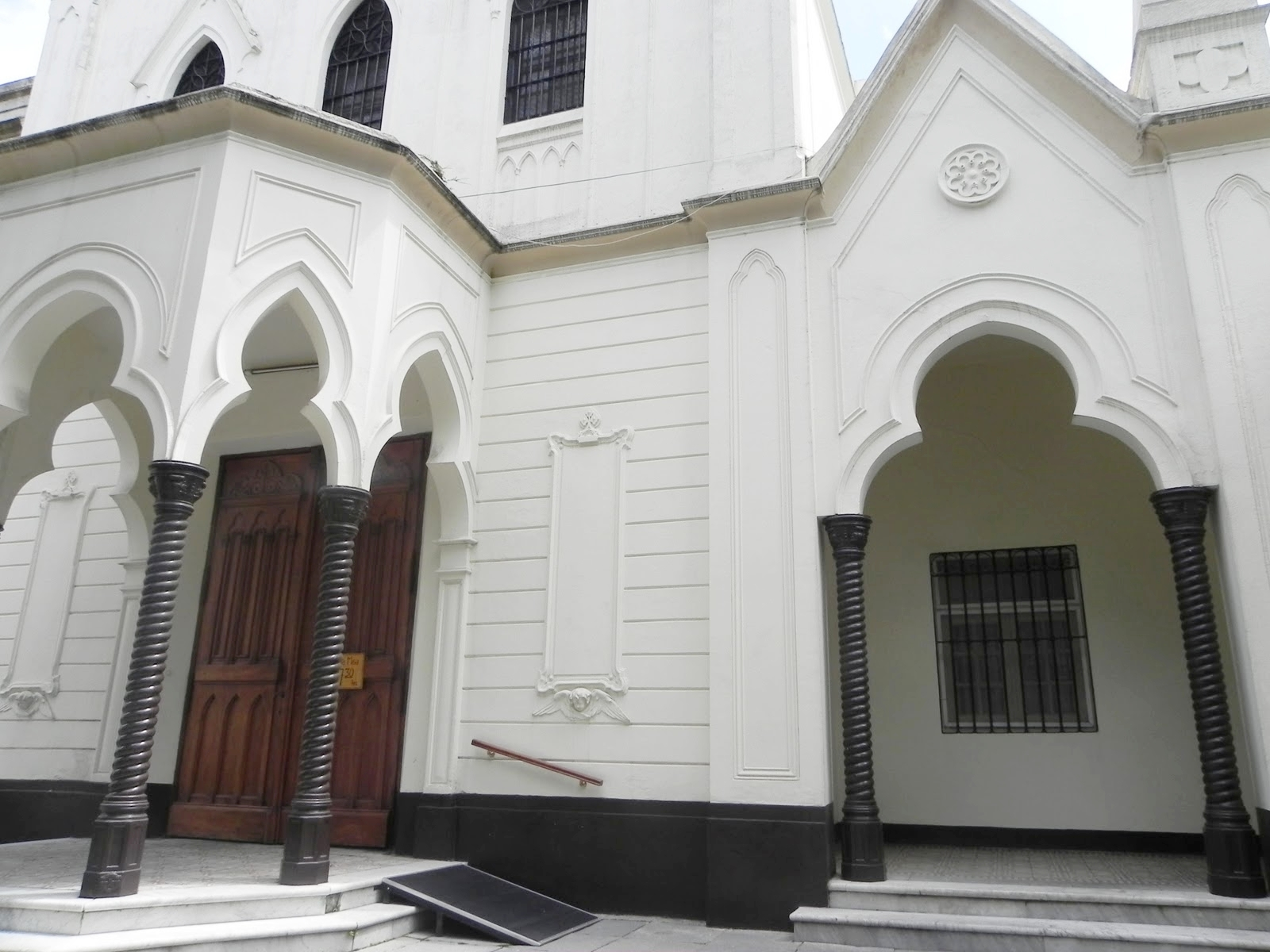
Monasterio Santa Teresa de Jesús, donde Torrado Mosconi ofició con frecuencia de confesor y asesor espiritual.

También fue elegido como confesor de las carmelitas descalzas del monasterio Santa Teresa de Jesús, donde trabajó varios años.

## Episcopado

### Obispo auxiliar de Santiago del Estero
El 22 de noviembre de 2008, el papa Benedicto XVI lo nombró obispo titular de Vicus Pacati y obispo auxiliar de Santiago del Estero.
Torrado eligió como lema episcopal la expresión «Sequere me» («Sígueme»).

Fue consagrado el 13 de diciembre del mismo año, en la Catedral de Buenos Aires, a manos del cardenal-arzobispo Jorge Mario Bergoglio SJ.

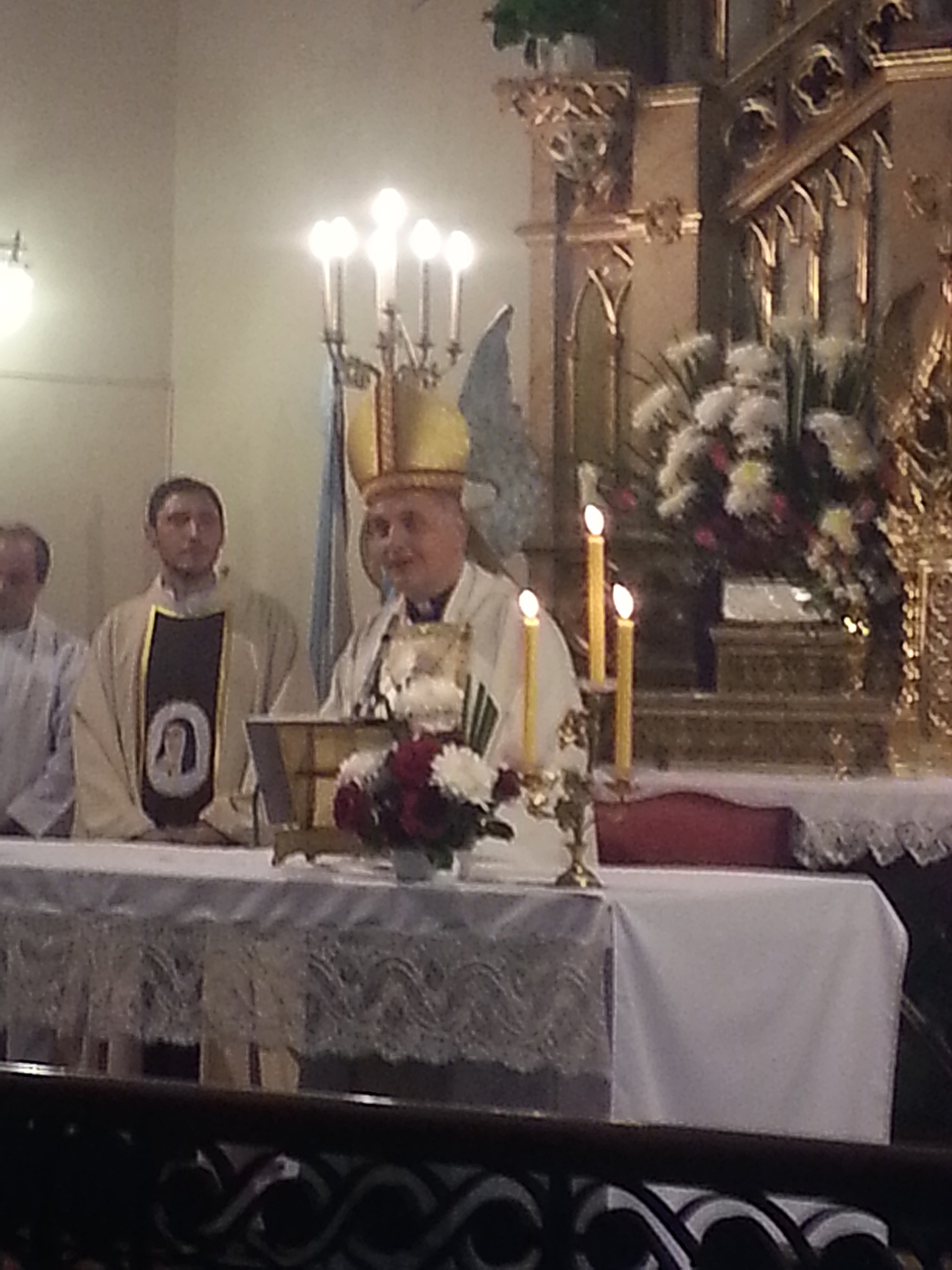
Torrado en el Monasterio Santa Teresa de Jesús, durante la festividad de Santa Teresa de Jesús del año 2014.

En su homilía, Jorge Bergoglio señaló:

No se recibe de obispo, no se estudia para obispo, es el Señor quien lo elige para que lo siga, para que apaciente al pueblo y para dejarse ceñir por la voluntad de Dios. Estas tres cosas, seguir, apacentar y apegarse a la voluntad de Dios son las que se debe tener en cuenta para ser sucesor de los apóstoles.

(A Torrado Mosconi) ... lo sacaron antes de tiempo, como en otras ocasiones, pero él se dejó arrancar por Dios, y donde estuvo construyó. No sólo las cosas materiales, construyó la unidad de corazón.
Jorge Bergoglio (Fuente: AICA)

Al día siguiente, celebró su primera misa como obispo en la  parroquia de San Isidro Labrador, donde trabajó como párroco por última vez. Luego, el 27 de diciembre, ofició una misa en la parroquia de San Bernardo, donde también trabajó.

### Obispo en Nueve de Julio

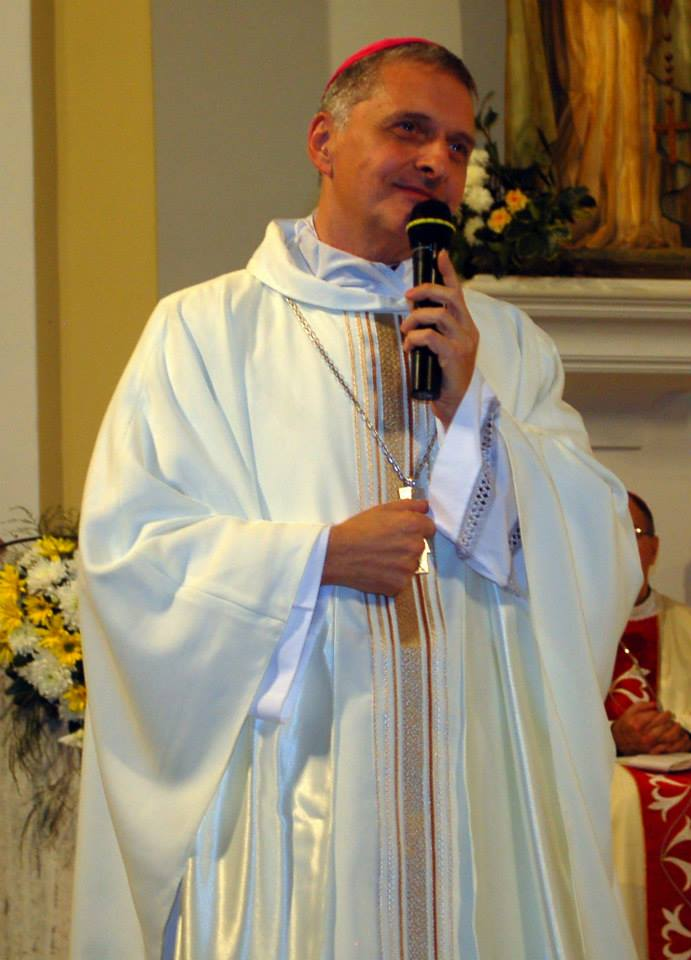
Torrado durante la toma de su oficio como obispo coadjutor, el 11 de julio de 2015.

El 12 de mayo de 2015, el papa Francisco lo nombró obispo coadjutor de Nueve de Julio. Tomó posesión canónica de su oficio el 11 de julio del mismo año, durante una ceremonia en la Catedral de Nueve de Julio. 

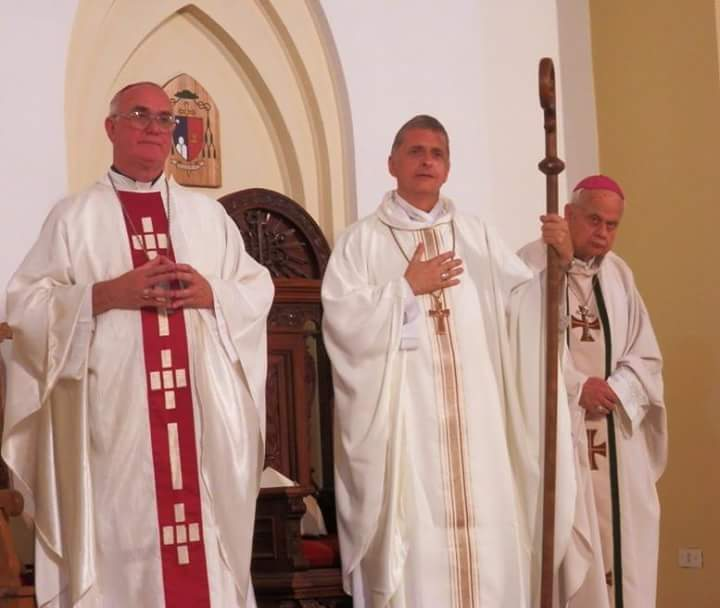
Torrado Mosconi el 1 de diciembre de 2015 al asumir como obispo de Nueve de Julio. A su derecha su predecesor, Martín de Elizalde.

El 1 de diciembre del mismo año, aceptada la renuncia de Martín de Elizalde OSB, pasó automáticamente a ser obispo de Nueve de Julio, sin necesidad de otro nombramiento.
Conferencia Episcopal Argentina
Fue elegido miembro de dos comisiones episcopales de la Conferencia Episcopal Argentina para el periodo noviembre de 2011 — noviembre de 2014, y reelegido para el periodo noviembre de 2014 — noviembre de 2017: la Comisión de Liturgia y la Comisión de Ministerios. En el período 2011-2014 fue además miembro de la Comisión Permanente en calidad de delegado de la Región Pastoral Noroeste (NOA).
El 11 de noviembre de 2017 Torrado Mosconi fue elegido para representar en la Comisión permanente de la Conferencia Episcopal Argentina a los obispos de las diócesis del interior de la provincia de Buenos Aires (exceptuadas las del conurbano bonaerense) y la provincia de La Pampa. Asimismo fue uno de los seis integrantes de la Comisión de Fe y Cultura.